# 华发商都
华發商都是珠海的一个商业街区，位于珠海市香洲区珠海大道8号，由珠海华發股份投资开發。2014年5月28日正式开业。全商业区涵盖服装、饮食、儿童乐园以及精品书店等业态。其建筑以灰色和白色为主，呈现流线型，其外部广场拥有音乐喷泉和“香洲红叶”雕塑，华發股份宣称华發商都是珠海最高端的商业中心。
该商场分为三个区，该商场最高7层楼。其间有H&M，优衣库，Taste超市，無印良品, 佳景集团旗下的四季佳景酒家，和拥有中国巨幕的中影国际影城进入该商业街。还有两家星巴克咖啡入驻该商业街，还有华發股份的自创品牌“LA GALLARIA”于此。其中华發商都广场的TASTE超市是珠海首家。此外其内部步行街不定期地举办展览和演出，也会在此进行小型车展。